# Harry Holm
Harry Holm (ur. 14 września 1902 w Randers, zm. 25 grudnia 1987 w Esbjergu) – duński gimnastyk, medalista olimpijski.
W 1920 r. reprezentował barwy Danii na letnich igrzyskach olimpijskich w Antwerpii, zdobywając złoty medal w ćwiczeniach wolnych drużynowo.